# 2560 Siegma
2560 Siegma este un asteroid din centura principală, descoperit pe 14 februarie 1932 de Karl Reinmuth.